# Левченко Наталія Василівна
Наталія Василівна Левченко (Бабенко) (*10 квітня 1929, Новомосковськ — 1997) — мешканка Новомосковська, яка 1996 року отримала почесне звання Праведник народів світу за порятунок під час Голокосту єврея Леоніда Гольверка (1930 р.н.).

## З життєпису
Дівчині було дванадцять років на момент подій. Батько Наталії, Василь Бабенко та тітка (батькова старша сестра) були учасниками більшовицького підпілля у 1917—1920 роки. Можливо тому їх доля з початком нацистської окупації України була не набагато кращою за долю єврейських сімей. Родину Бабенків виселили з їх квартири та помістили в бараки на околицю містечка, де було організоване гетто.
2 березня 1942 року відбувалося винищення близько 400 новомосковських євреїв. Наталія зранку спостерігала, як людей човнами переправляли до яру, а звідти вивозили лиш їх особисті речі.
Під час переправи Леонід Гольверк вистрибнув з човна у річку Самара. Супроводжуючі поліцаї пошкодували на нього кулю, очікуючи, що хлопець не виживе у крижаній воді.
Наталія (за іншими даними батько дівчини після її повідомлення) на човні підпливла до хлопця та забрала його з води на берег. Родина Бабенків урятували його від обмороження, надали допомогу та сховок на перший час. Пізніше, розуміючи непевність власного становища та дізнавшись про знайомого Гольверків, який міг помогти хлопцеві, Бабенки вигадали йому легенду та спорядили в дорогу. Леонід після довгих поневірянь аж під Харковом перейшов лінію фронту, став сином полку в радянських авіаторів, пережив війну.
Невдовзі через донос тітка Наталії була заарештована і лише завдяки заступництву друга сім'ї, що працював на поліцію, уникла покарання. Їх житло було знищене німцями при відступі. Війна забрала життя Василя Бабенка та рідного брата Наталії, Віктора.
В післявоєнні роки Наталія створила сім'ю, народила дітей. В середині 1990-х вона знов зустрілася з Леонідом Гольверком, який розшукав її та ініціював вшанування Меморіалом Яд Вашем вчинку родини Бабенків. 16 січня 1996 року син Наталії Василівни, Сергій Левченко прибув у Київ і отримав для матері відзнаку Праведника народів світу. Її ім'я внесене на Стіну шани в Саду праведників меморіального комплексу Яд Вашем. Наступного року її не стало.
10 червня 2019 року Новомосковська міська рада одноголосно проголосувала за перейменування колишньої вулиці Шмідта на честь Наталії Левченко.